# À toute allure
À toute allure é um filme francês de 1982 dirigido por Robert Kremer. Foi exibido no Festival de Cannes de 1982.

A história se desenrola em tempo real, numa pista de gelo no centro comercial parisiense "La defense", no qual dois enamorados patinam ao som de uma música sem fim.